# Зареченское сельское поселение (Архангельская область)
Зареченское сельское поселение или муниципальное образование «Зареченское» — упразднённое сельское поселение Мезенского района Архангельской области, 
Образовано было к 1 июня 2021 года в Мезенском муниципальном районе в результате объединения Жердского и Козьмогородского сельских поселений.
Соответствует административно-территориальным единицам в Мезенском районе — Жердскому и Козьмогородскому сельсоветам.
Административный центр — деревня Козьмогородское.

## Населённые пункты
В состав сельского поселения входят следующие населённые пункты.
| №  | Населённый пункт | Тип населённого пункта          | Население |
| -- | ---------------- | ------------------------------- | --------- |
| 1  | Березник         | деревня                         | ↗92       |
| 2  | Жердь            | село                            | ↗185      |
| 3  | Жукова           | деревня                         | →0        |
| 4  | Кильца (Кильце)  | деревня                         | ↗76       |
| 5  | Козьмогородское  | деревня, административный центр | ↗130      |
| 6  | Петрова          | деревня                         | ↗7        |
| 7  | Печище           | деревня                         | ↗7        |
| 8  | Погорелец        | деревня                         | ↗42       |
| 9  | Усть-Няфта       | деревня                         | →1        |
| 10 | Усть-Пёза        | деревня                         | ↘6        |